# Haarsteeg
Haarsteeg est un village néerlandais de 2 054 habitants (2007), situé dans la commune de Heusden dans la province du Brabant-Septentrional.

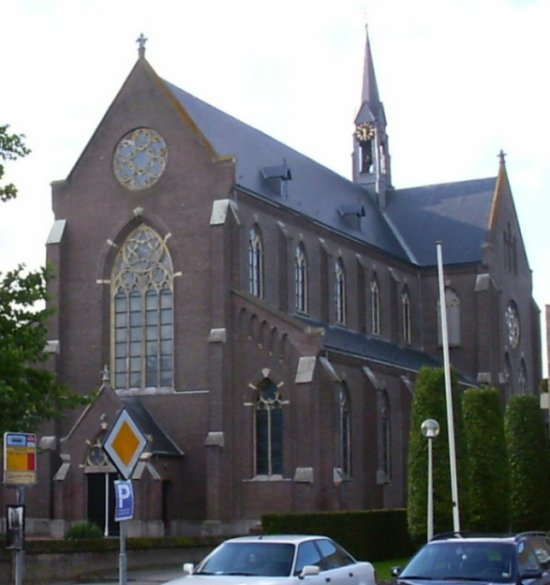
Église paroissiale

Haarsteeg est situé dans la région du Langstraat, entre Hedikhuizen et Vlijmen. Haarsteeg est constitué de deux localités : Haarsteeg lui-même et le hameau de de Hoeven. Jusqu'en 1935, Haarsteeg était divisée sur le territoire de quatre communes différentes : Hedikhuizen, Herpt, Nieuwkuijk et Vlijmen. Le 1er mai 1935 lors d'une réorganisation territoriale, Haarsteeg est entièrement rattachée à Vlijmen.